# 鞆町
鞆町（ともちょう）は、広島県沼隈郡にあった町である。1956年に福山市に編入された。観光地として鞆の浦が有名。

## 歴史

### 近世
鞆の浦は古代より瀬戸内海の潮待ちの港として繁栄しており、江戸時代の備後福山藩の領内では城下町の福山に次いで規模を持つ町であった。この時代には人口5000 - 7000人を抱える備後福山藩最大の商都であった。
江戸時代後期には航海技術の進歩や陸上交通へのアクセス性などから備後地方の港湾拠点の中心は広島藩領の尾道へと移っていったが、福山藩内では最大の港として独自の地位を保っていた。

### 近代
明治時代になると交通手段の近代化に伴い拠点性を失うことになった。これは海運が船舶の動力化により潮待ちを必要としなくなったうえに大型船舶が入港できないこと、また立地が沼隈半島の先端にあり、山陽鉄道（現在のJR山陽本線）が通ることもないため、陸海の交通路から外れることになった。そのうえ開発可能な平野部に乏しかったことから、大規模な工業が発展せず、かつての繁栄を失うこととなった。1913年（大正2年）鞆軽便鉄道が開通し、利便性は向上したものの、鞆港の地位低下と、鞆側のターミナルであった鞆駅が市街地北側にあったため、業績は芳しくなかった。なお鞆への鉄道は第二次大戦後までは利用客も多かったが、戦後台頭してきた自社のバスに客足を奪われ採算悪化を理由に廃止された。
明治期に尾道は近代的港湾として大発展を遂げ広島県では広島市に次ぎ備後地方で最大の都市となるが、鞆町は近代化の波から取り残されていった。それでも当時の鞆は依然として備後地方では有力な都市のひとつであり、1889年（明治22年）の市町村制施行では沼隈郡鞆町となり郡役所が置かれた。
昭和初期には、尾道市や順調な発展を遂げる福山市から完全に取り残され、1942年（昭和17年）には周囲の田尻村、走島村と合併し町域が拡大するが、沼隈半島の中心地としての地位に留まるのみとなった。またかつては沼隈半島の中心地であったが、隣の沼隈町にある常石造船が戦後大発展を遂げたため、その地位すら失うことになった。そのため広島県の強力な市町村合併政策により、1956年（昭和31年）福山市に編入され、福山市鞆地区となった。
現在では鞆港への商船の出入りは殆ど無く、連絡船、観光船、港内の造船所（本瓦造船）への修理船の入港を除けば、ほぼ漁港として利用されるのみである。しかし、こうしたことが開発の波に飲み込まれることなく、古寺が数多く点在する古い街並みをとどめる要因にもなった。
2017年11月28日に鞆町伝統的建造物群保存地区が国の重要伝統的建造物群保存地区として選定された。

### 沿革
- 1889年4月1日 - 市町村制施行され、沼隈郡鞆村・後地村の地域をもって同郡鞆町（旧）となる。
- 1898年10月1日 - 沼隈郡役所が鞆町鞆に置かれる。
- 1942年7月1日 - 鞆町（旧）および田尻・走島両村が対等合併し、鞆町（新）を新設する。
- 1956年9月30日 - 鞆町が他町村とともに福山市に編入される。

## 行政
- 町長 ： 門田久松 - 1955年6月の町長選挙で選出

## 地理

### 島嶼
- 仙酔島
- 走島
- 宇治島
- 大可島 - かつては鞆の浦に浮かぶ島のひとつだったが、慶長時代の鞆城築城時に埋め立てられ陸続きとなっている。
- つつじ島
- 皇后島
- 弁天島
- 玉津島
- 津軽島

### 交通
- 鞆鉄道・鞆鉄道線（1913年11月 - 1954年2月）鞆駅
- 鞆港

## 電気
1910年（明治43年）8月に才賀藤吉が鞆電気を設立。鞆町に発電所（瓦斯力、出力60kW）を建設し1911年（明治44年）5月に事業開始。供給区域は沼隈郡鞆町、田尻村、水呑村。1918年（大正7年）5月広島呉電力に事業譲渡。

## 名所・旧跡

### 社寺
- 阿弥陀寺
- 安国寺（釈迦堂、阿弥陀三尊像などが国の重要文化財、境内が広島県指定史跡）
- 静観寺（最澄により806年創建と伝える鞆最古の寺院）
- 医王寺（空海により826年創建と伝える）
- 円福寺（大可島城跡に建てられている）
- 顕政寺
- 小松寺（境内に琉球使節碑がある・平重盛手植えの松があった）
- 地蔵院（中国地蔵尊霊場第8番）
- 慈徳院
- 浄泉寺
- 正法寺
- 善行寺
- 大観寺
- 南禅坊（宮城道雄の祖父母の墓がある・中国風建築鐘楼門が目を引く。本堂・山門が国の登録有形文化財）
- 福禅寺（境内は「朝鮮通信使遺跡鞆福禅寺境内」として国の史跡に指定、村上天皇の命を受けた空也上人による創建　対潮楼には「日東第一形勝」の額が掲げられている）
- 福寿堂
- 法宣寺（大覚大僧正による手植え・境内にかつて生育していた天蓋マツは国の元天然記念物）
- 本願寺
- 明円寺
- 妙蓮寺
- 沼名前神社（「延喜式」に記載のある歴史と格式を誇る神社　伏見城から移築の豊臣秀吉ゆかりの能舞台が国の重要文化財、石鳥居が広島県指定重要文化財　京都祇園神社の本社に当る）
- 淀媛神社
- 水野勝成寓居跡（田尻地区）

### 名所・史跡等
- 大可島城跡 - 福山市指定史跡
- 常夜灯 - 通称「とうろどう」
- 太田家住宅・朝宗亭 - 国の重要文化財、鞆七卿落遺跡として広島県指定史跡。
- いろは丸展示館
- いろは丸事件談判跡
- 坂本龍馬宿泊跡
- 鞆の津の商家 - 福山市指定重要文化財
- 平野屋資料館 - 江戸時代の船宿を活用した歴史資料館。
- 雁木（がんぎ）
- 御膳山
- ささやき橋
- 平賀源内生祠 - 広島県指定史跡
- 岡本亀太郎本店の門構 - 福山城の長屋門を移築。福山市指定重要文化財。
- 力石 - 福山市指定重要文化財
- 鞆城跡 - 福山市指定史跡
- 小鳥城 - 古戦場跡
- 対潮楼 - 朝鮮通信使の迎賓施設として使われた。
- 対仙酔楼
- 医王寺太子殿 - 医王寺本堂から山道を約15分ほど登る。仙酔島や瀬戸内海が一望ができる。
- 山中鹿之助首塚（静観寺山門前）
- 鞆の浦温泉

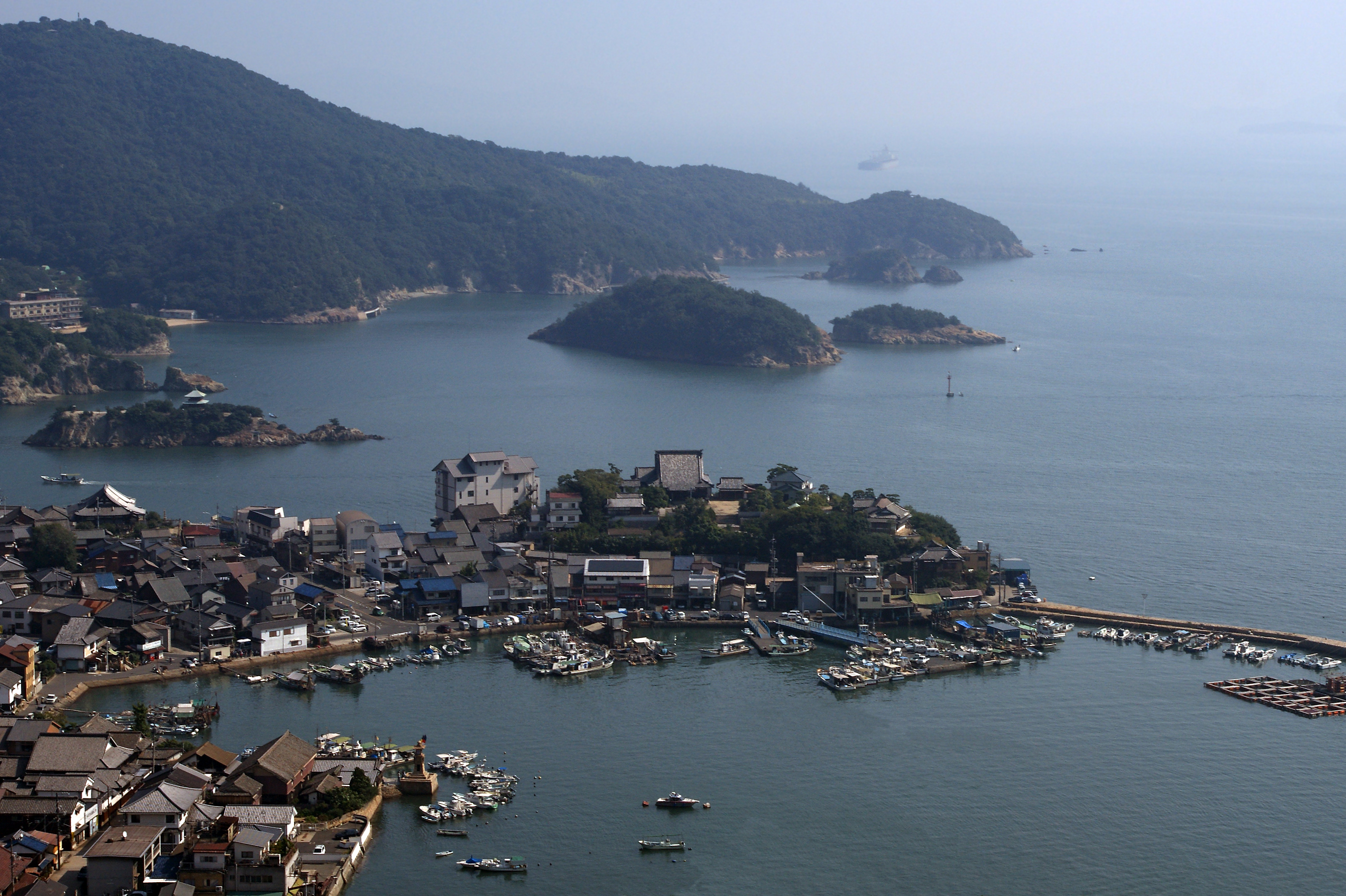
医王寺太子殿から望む大可島（中央の丘陵部）
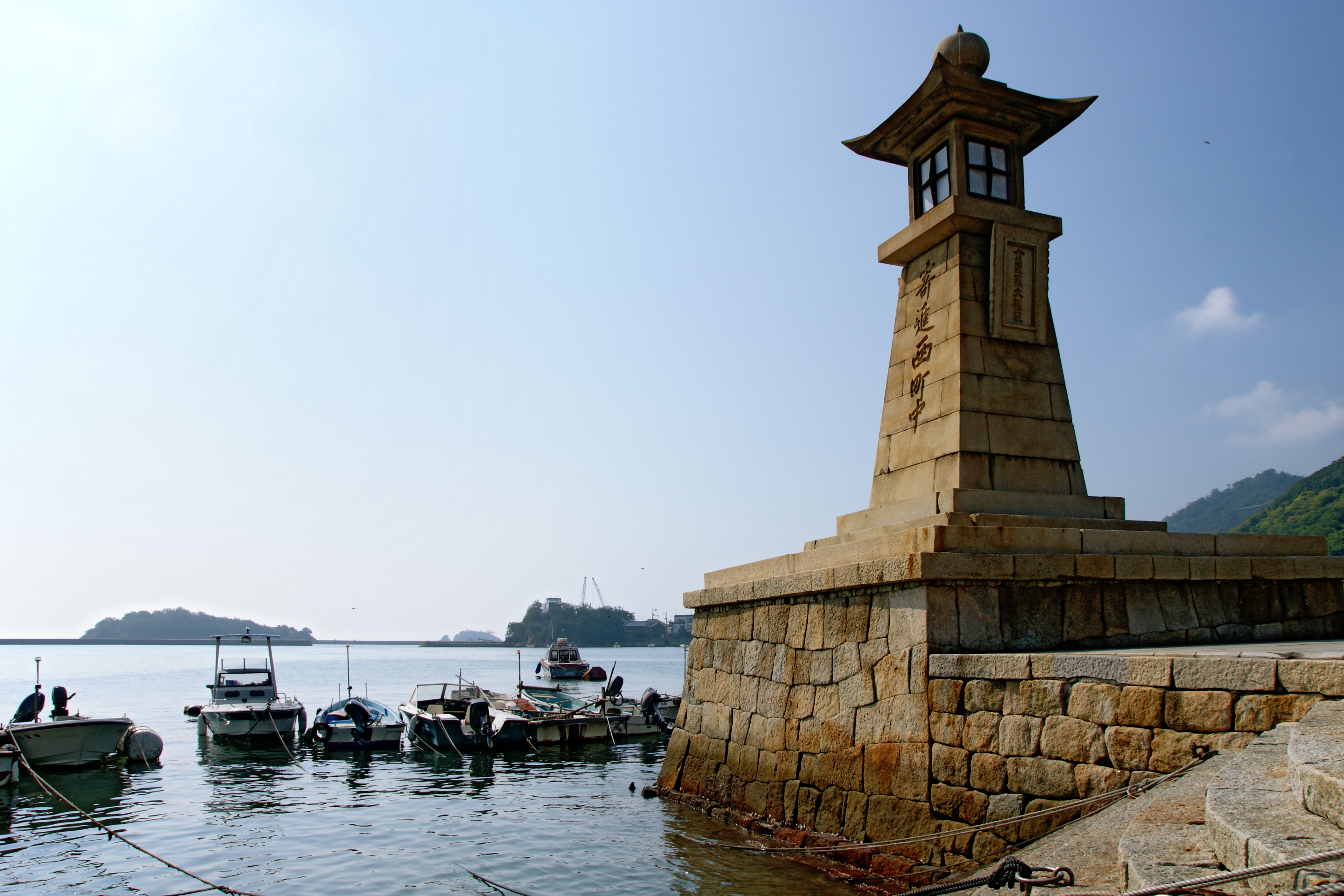
常夜燈（とうろどう）
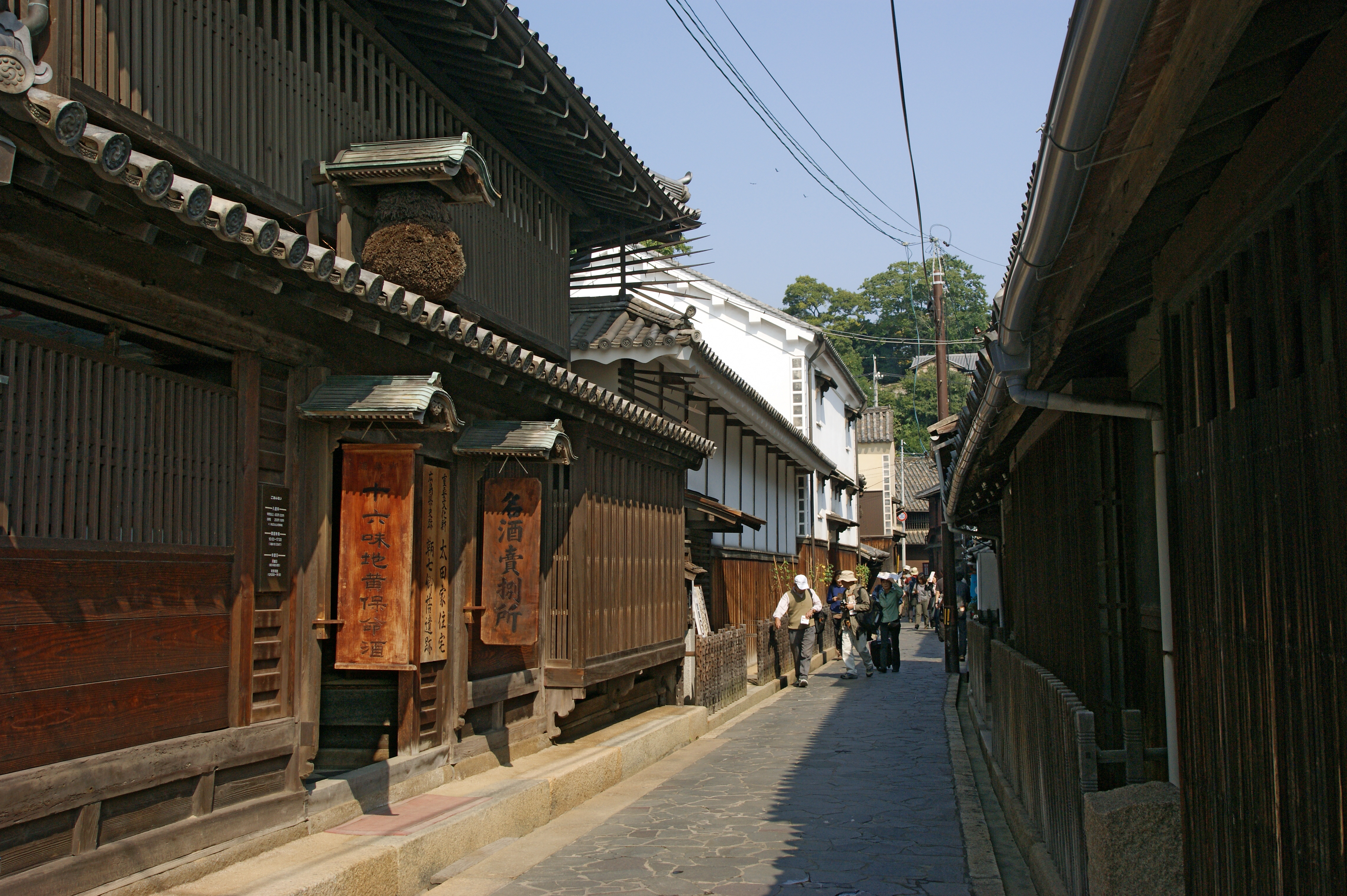
太田家住宅（鞆七卿落遺跡）
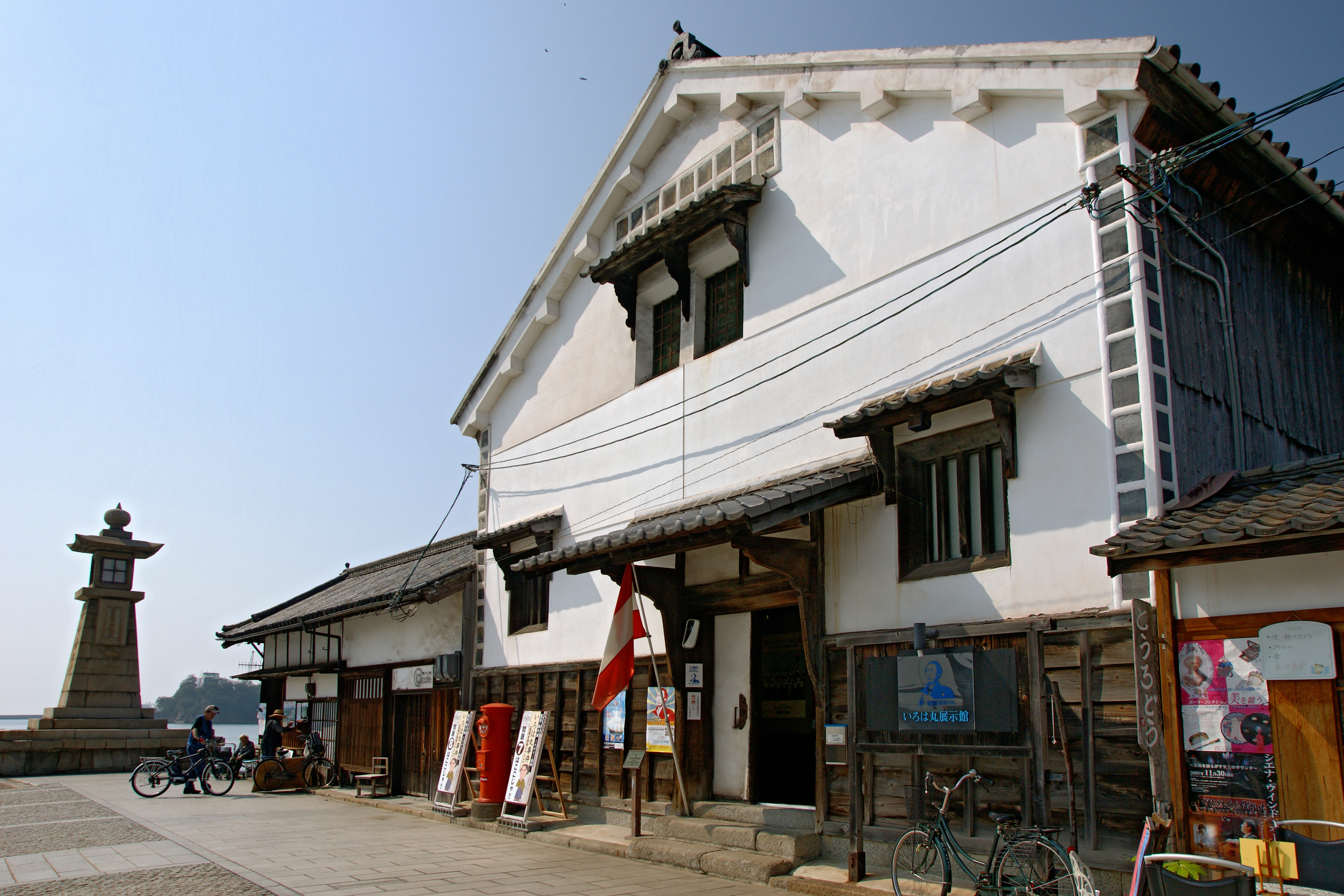
いろは丸展示館
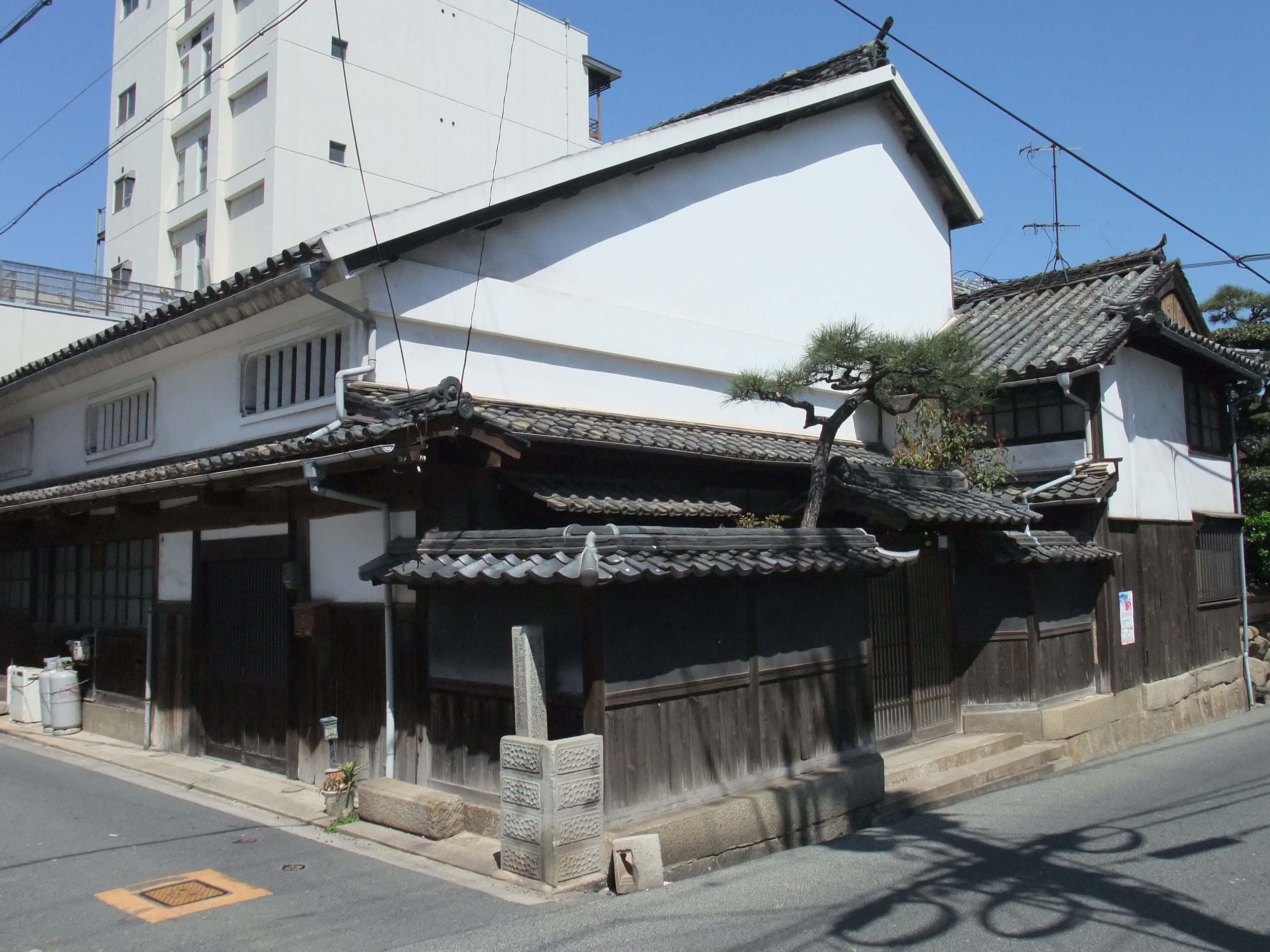
坂本龍馬宿泊跡
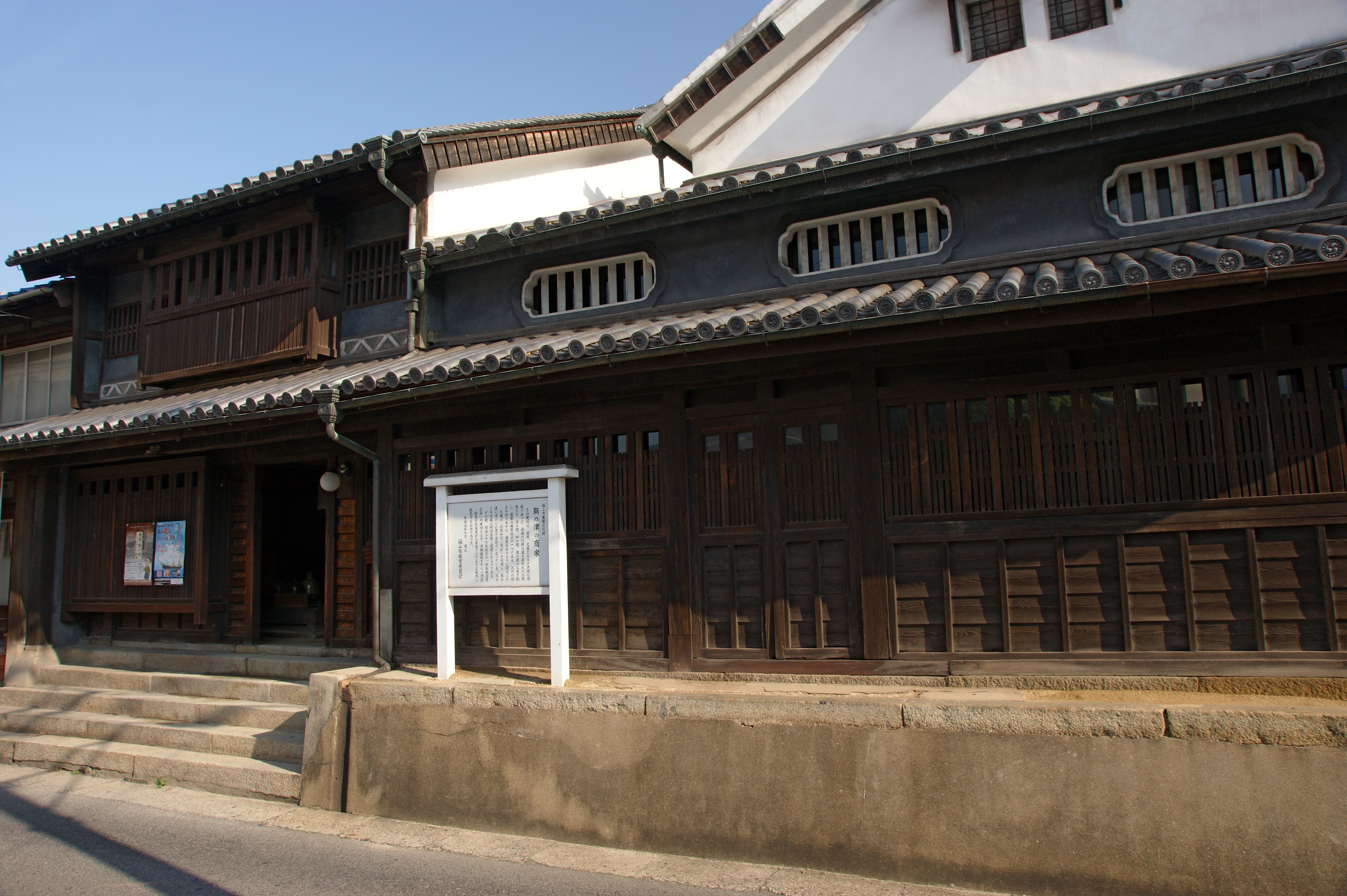
鞆の津の商家
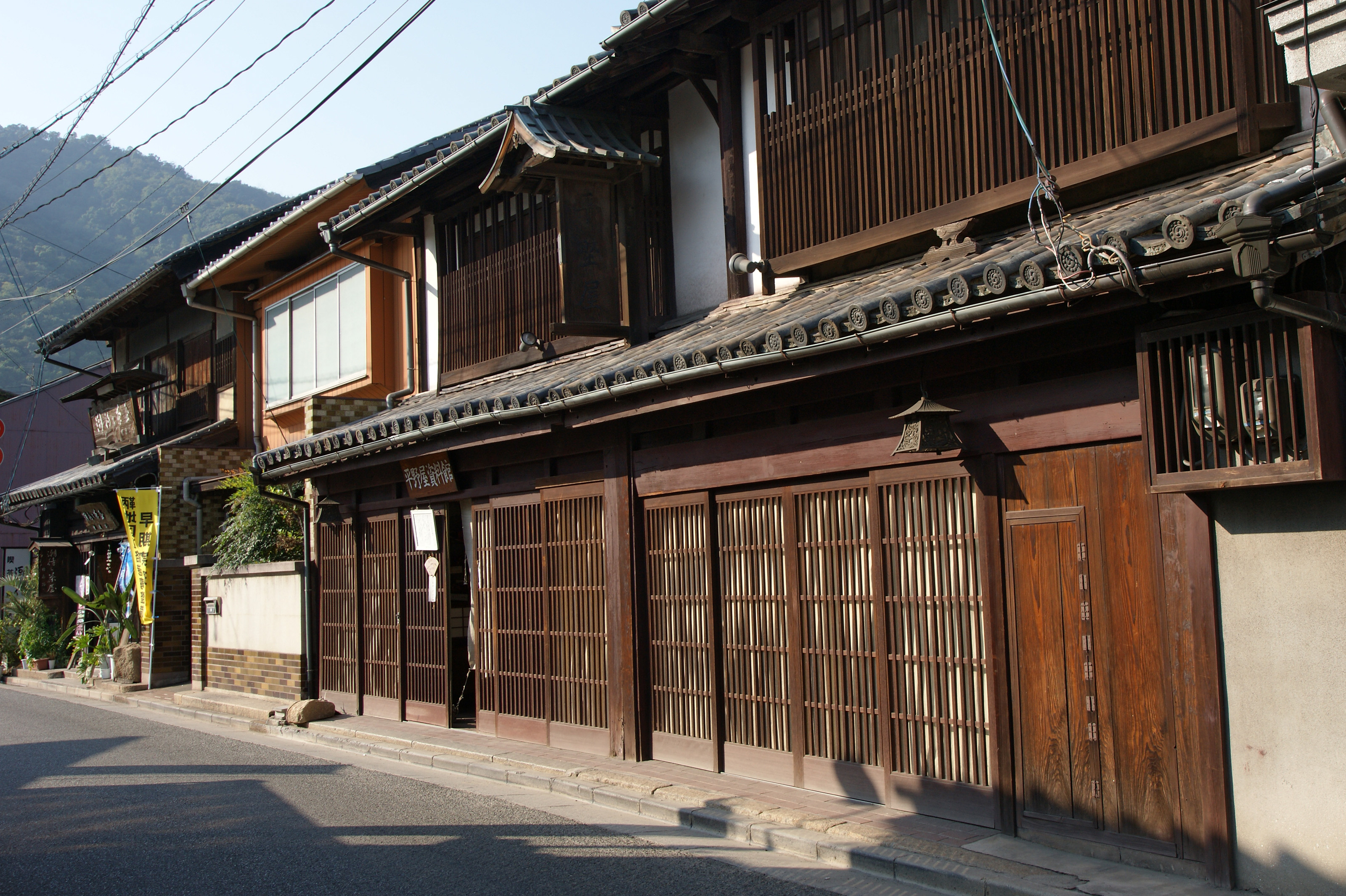
平野屋資料館
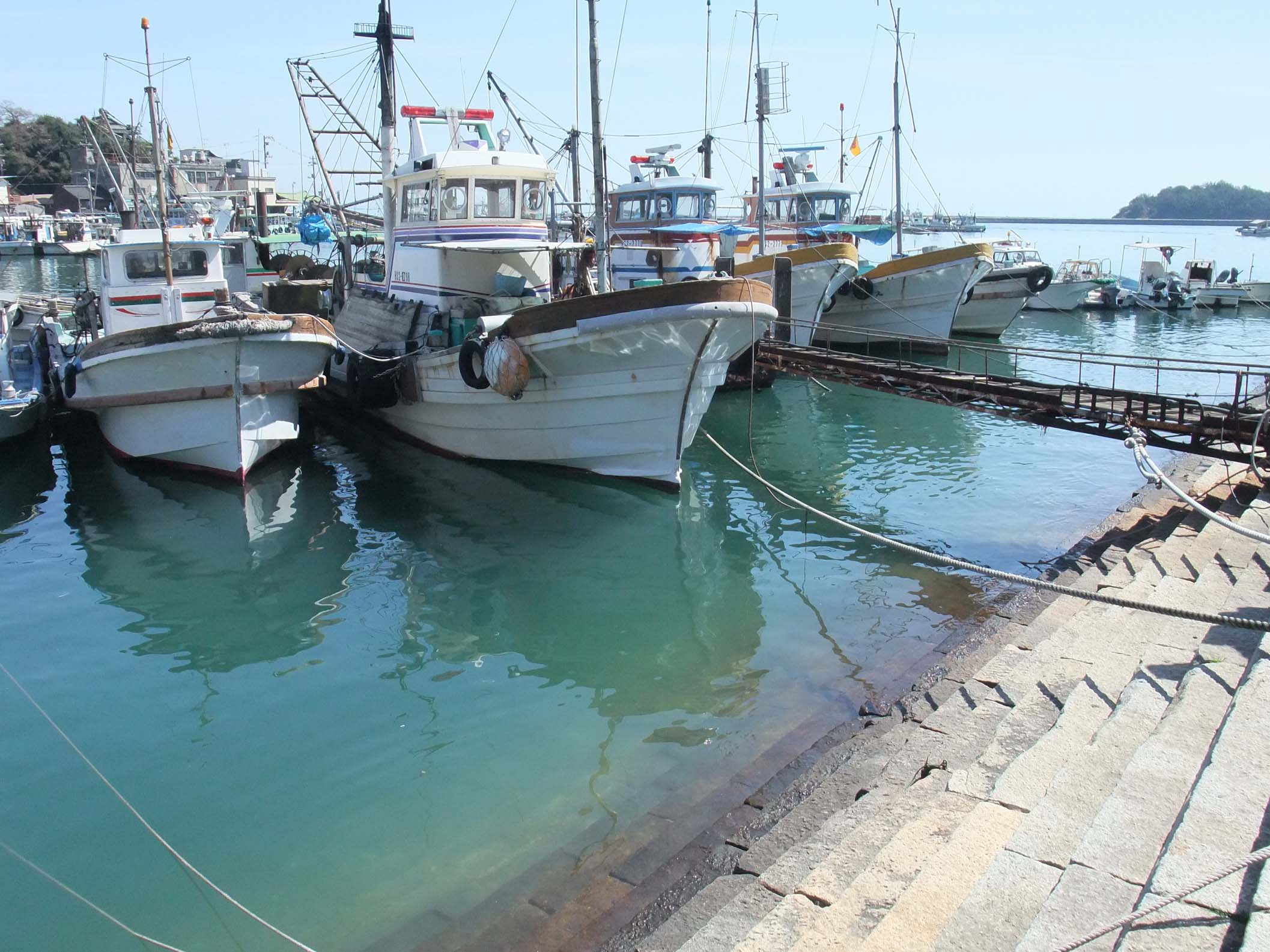
雁木（がんぎ）
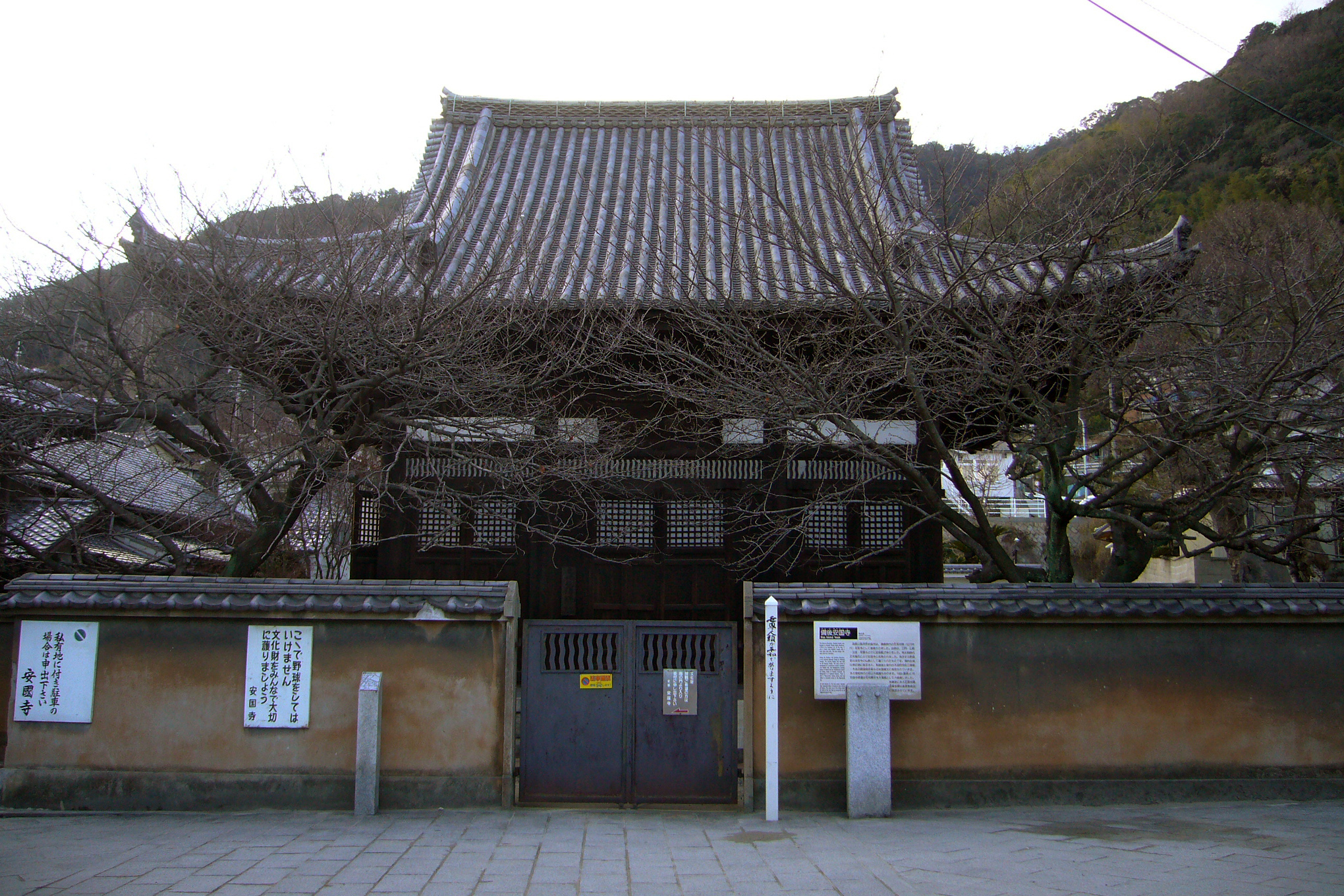
安国寺 釈迦堂
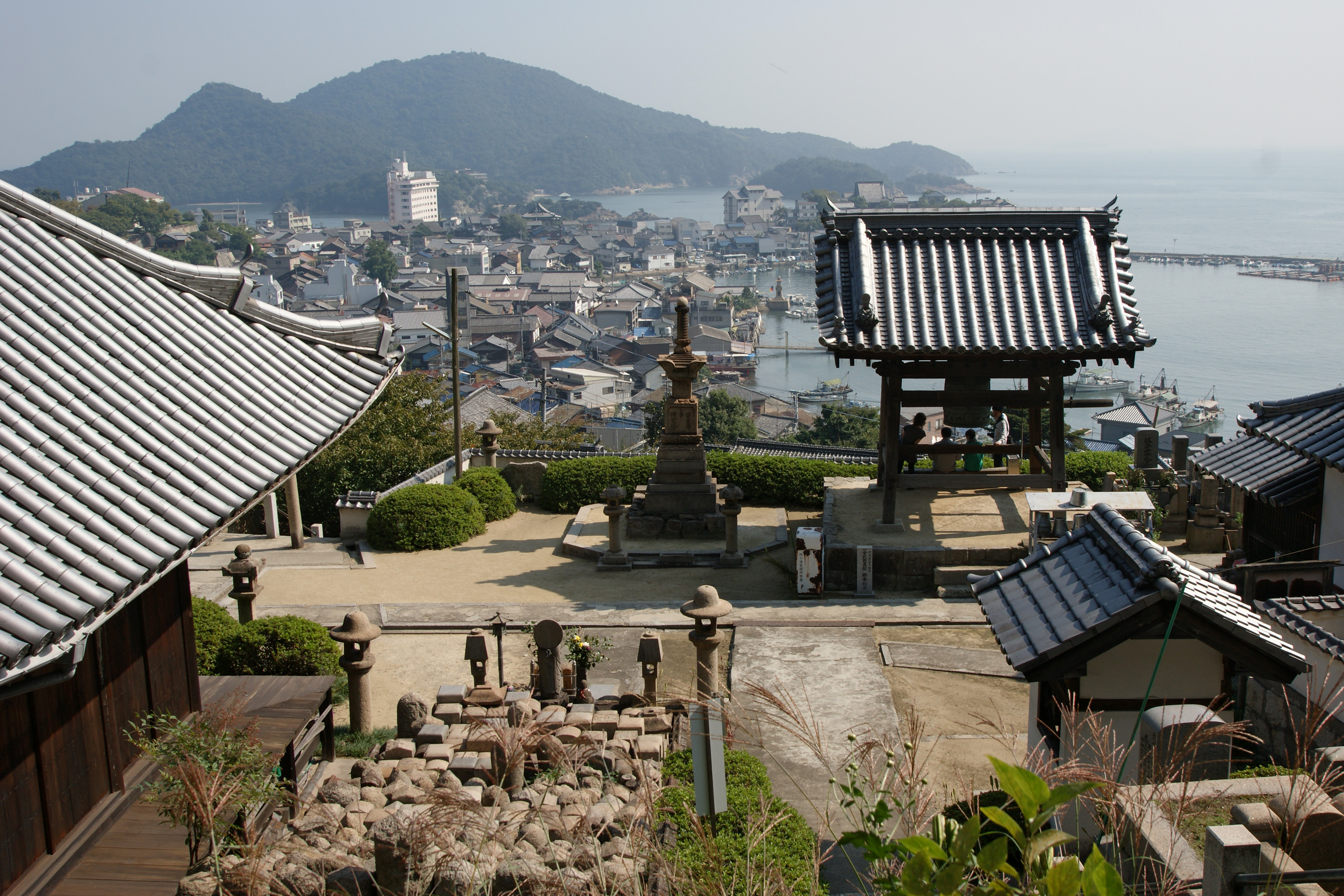
医王寺
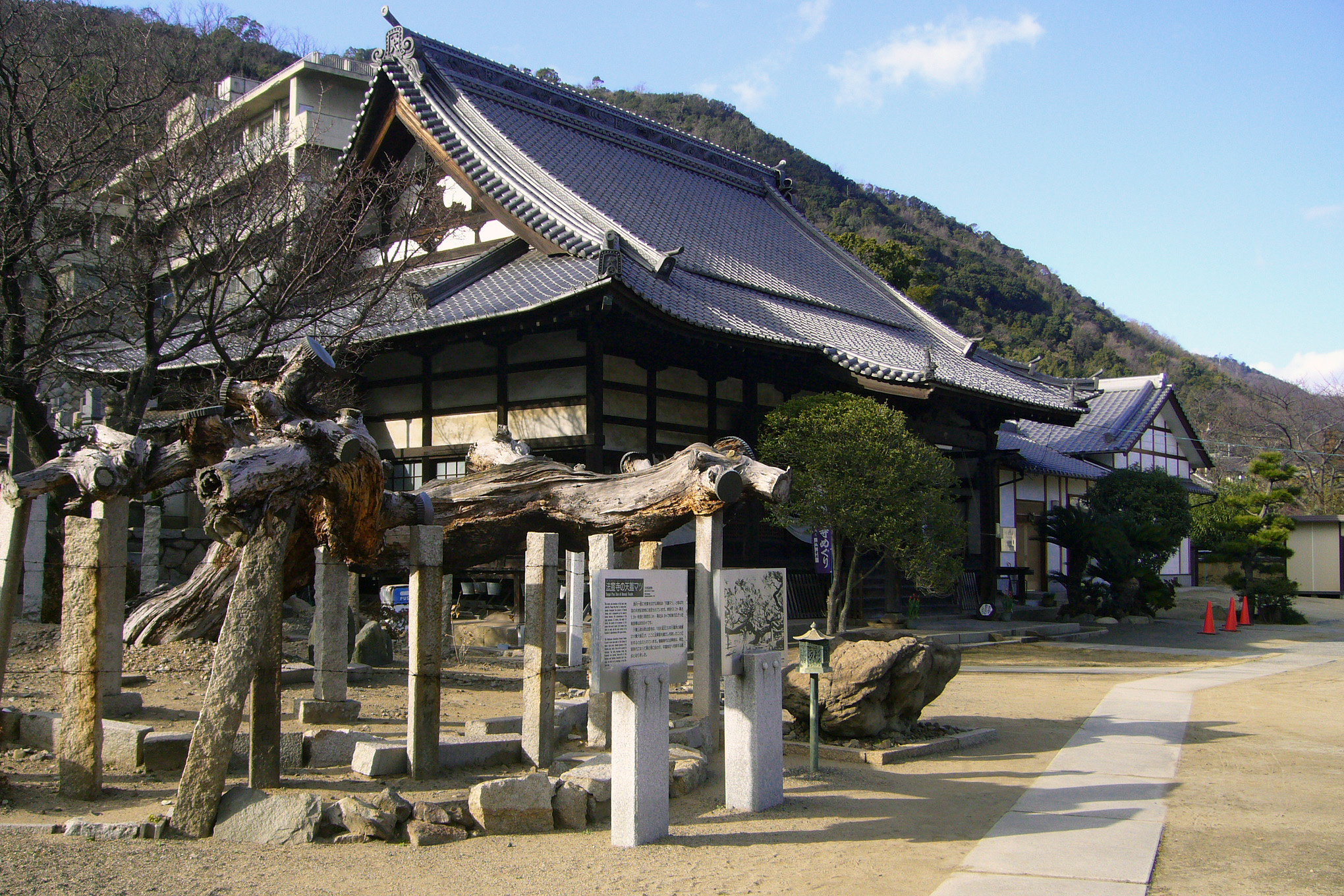
法宣寺 天蓋マツ、奥は大法華堂
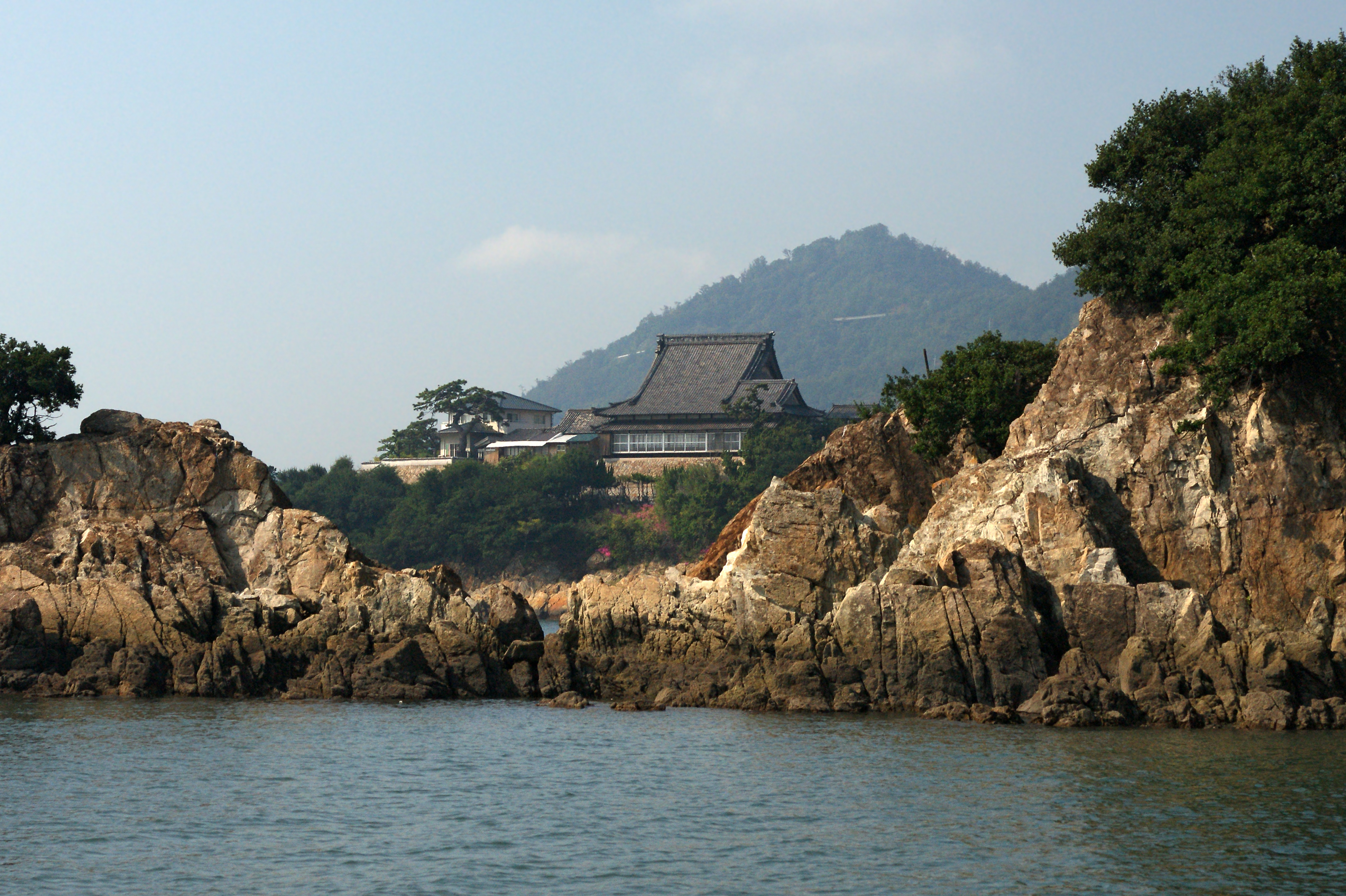
円福寺
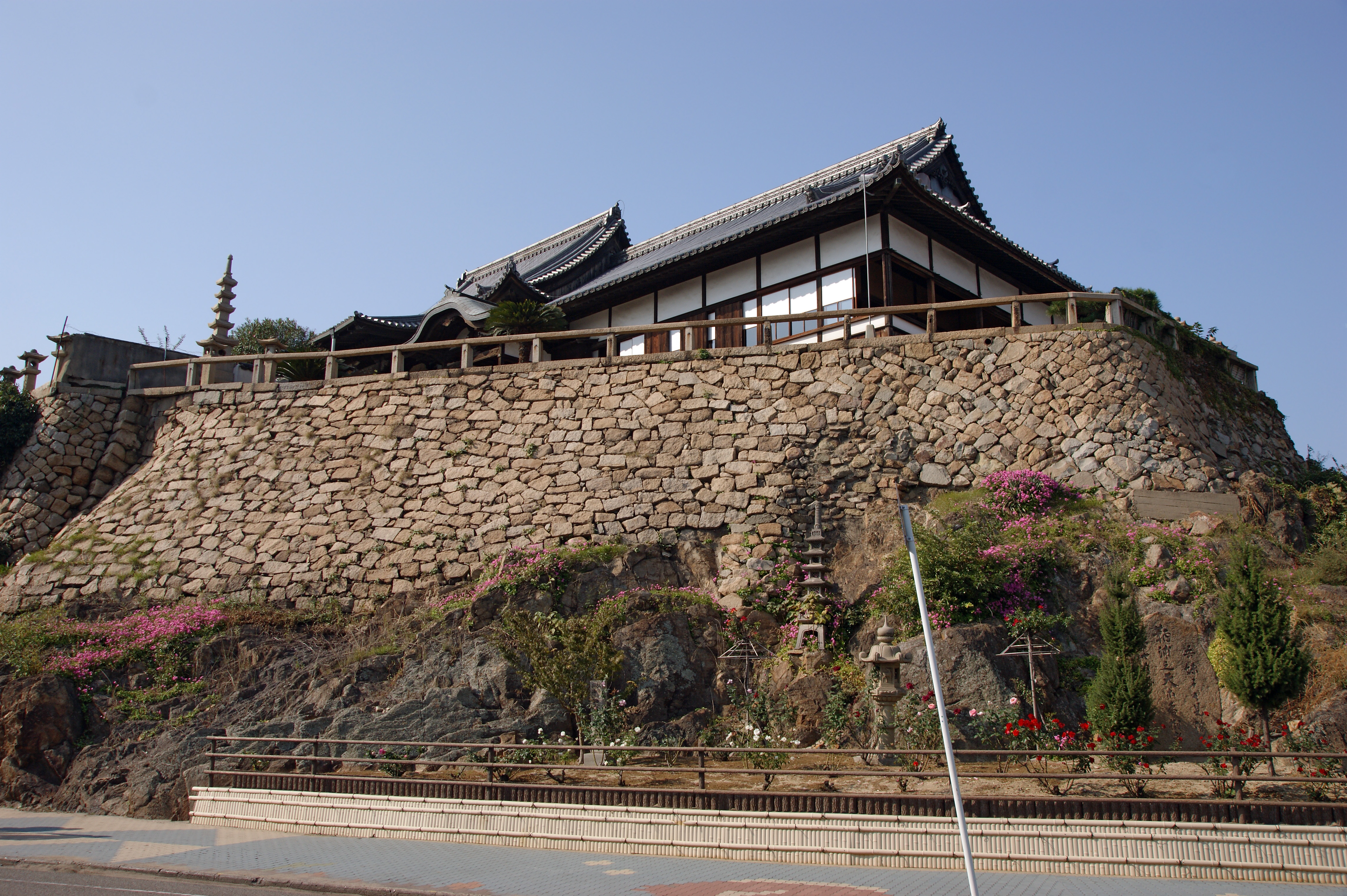
福禅寺
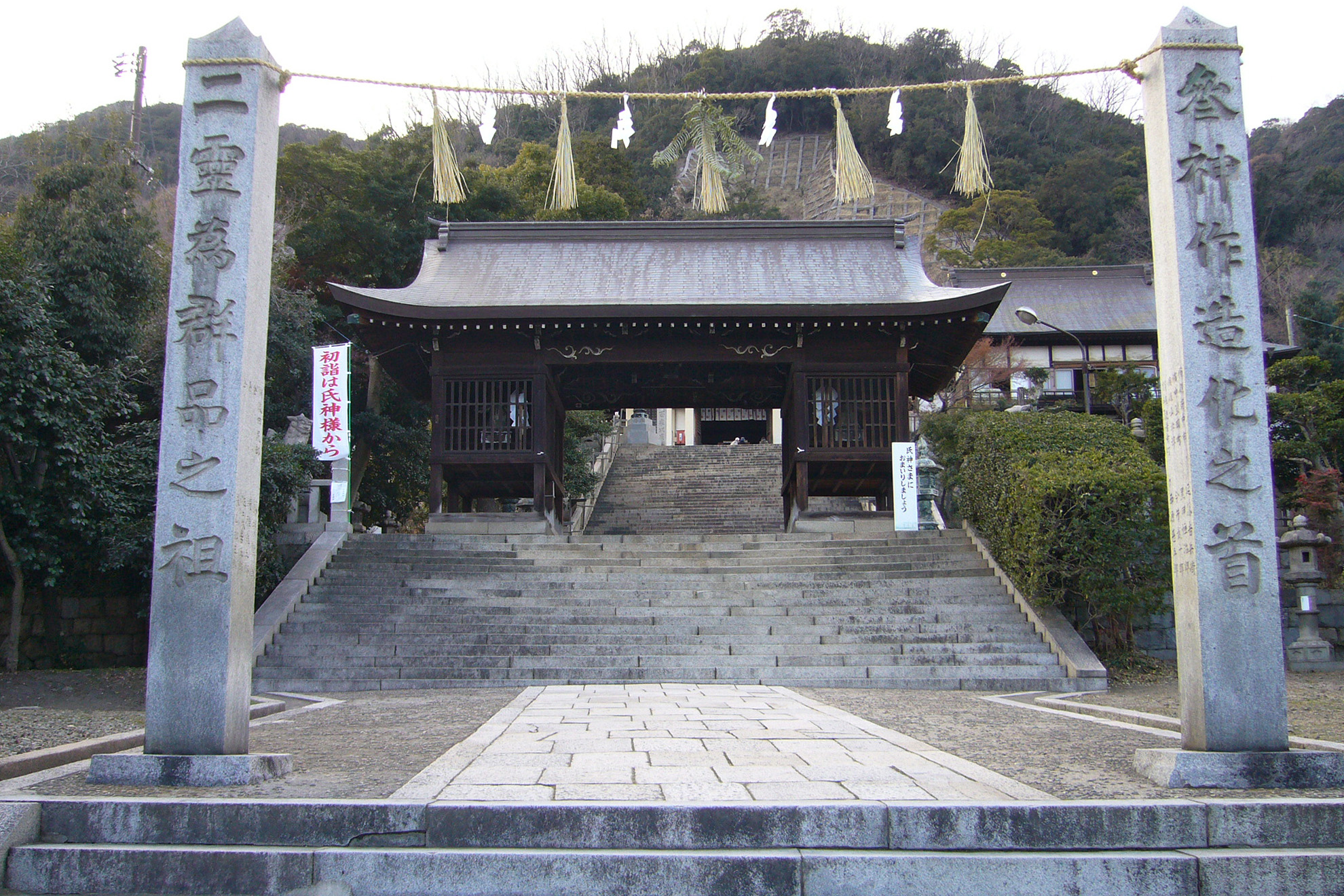
沼名前神社
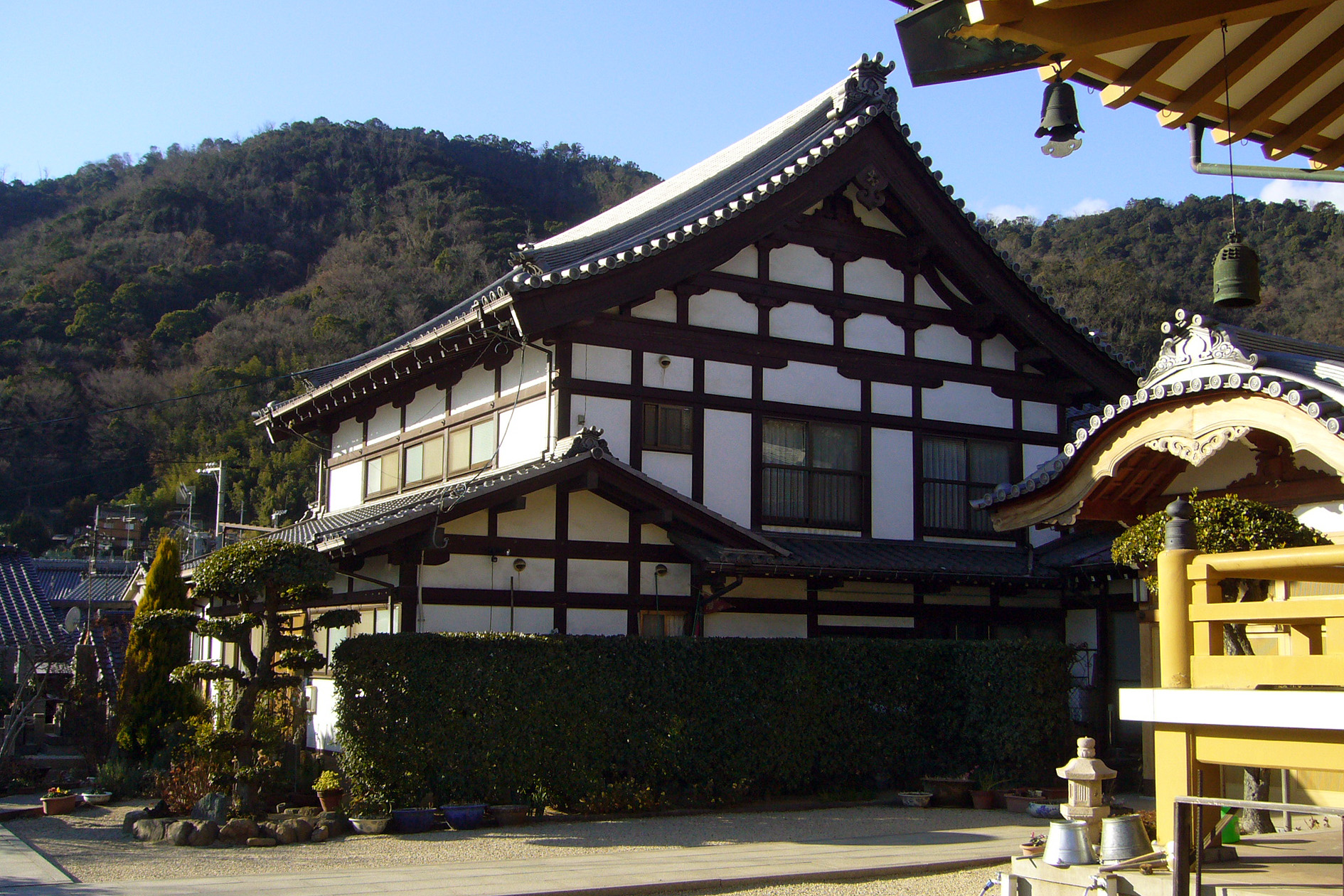
地蔵院
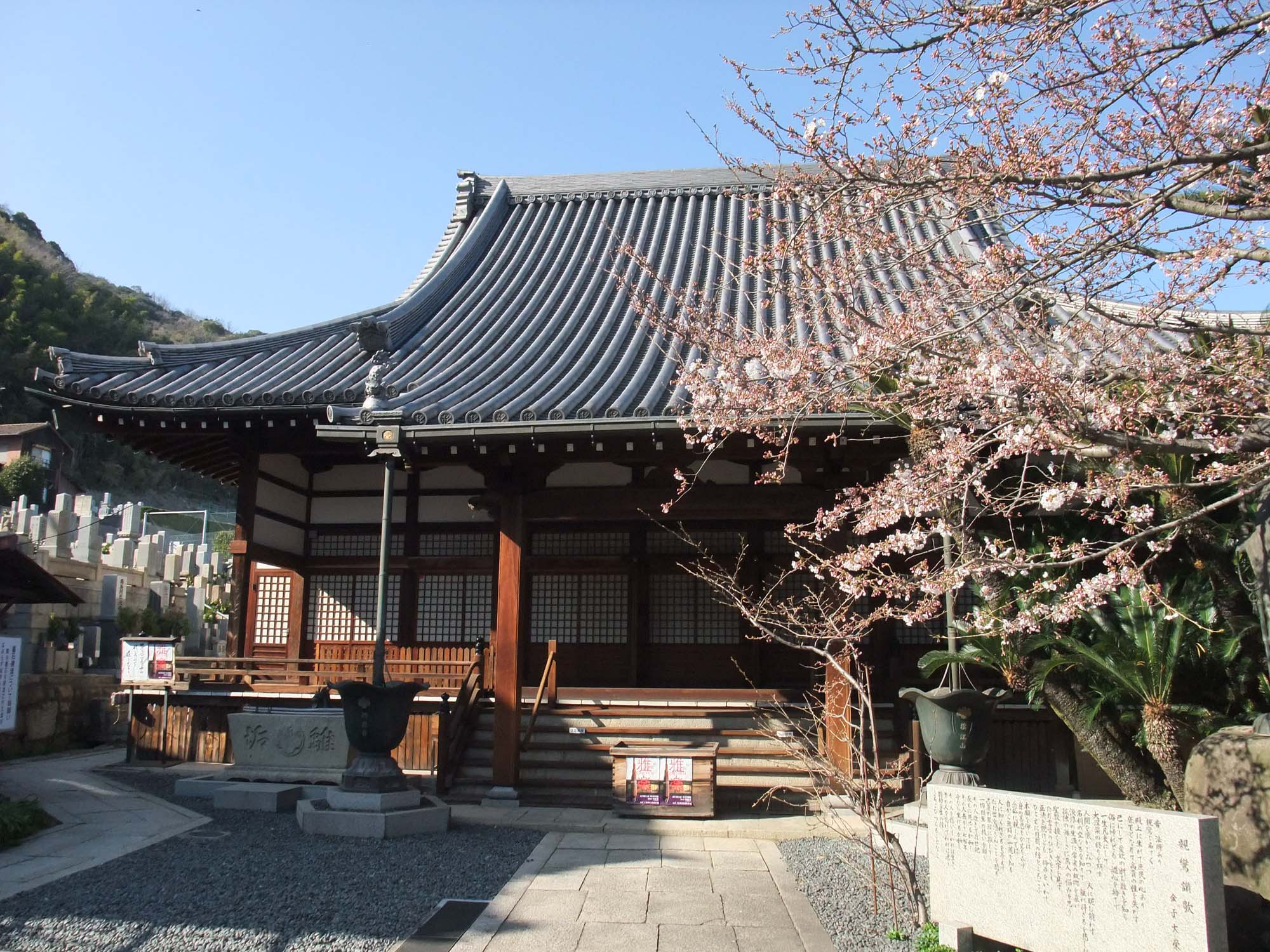
明円寺

### 祭事・催事
- 鞆の浦観光鯛網 - 毎年5月
- 鞆の浦弁天島花火大会 - 毎年5月最終土曜日
- 瀬戸内クルージング - 期間限定3月下旬～11月下旬　鞆港と尾道港を結ぶ観光クルージング
- お手火まつり - 旧暦6月7日に近い土曜日
- 八朔の馬出し- 旧暦8月1日に近い日曜日
- 鞆町並ひな祭 - 2月～3月

### 名産品
- 保命酒
- 花びら餅
- 天ぷら - 阿藻珍味社のものが有名
- 竹輪・蒲鉾
- 魚介料理

## 施設

### 学校
- 鞆町立鞆中学校（2019年3月を以て閉校し、翌月以降は福山市立鞆の浦学園の後期課程に改編）
- 鞆町立高島中学校（現在は福山市立向丘中学校に統合）
- 鞆町立走島中学校（2015年3月を以て閉校）
- 鞆町立走島中学校宇治島分校

### 公共機関
- 広島県警察鞆警察署（現在の福山西警察署鞆交番）
- 鞆町役場田尻支所（田尻民俗資料館として建物が現存）

## 出身有名人
- 水野勝貞
- 森下博